# Better Off Ted
Better Off Ted est une série télévisée américaine en 26 épisodes de 22 minutes créée par Victor Fresco dont 24 épisodes ont été diffusés entre le 18 mars 2009 et le 26 janvier 2010 sur le réseau ABC.
En France, la série est diffusée depuis le 3 février 2010 sur TPS Star, en Belgique depuis le 5 mars 2011 sur RTL TVI et en Suisse sur RTS Un et RTS Deux.

## Synopsis
Ted, père célibataire d'une petite Rose âgée de sept ans, est à la tête du département de recherche et de développement de Veridian Dynamics, une société bien plus intéressée par les profits que par les valeurs morales. Il supervise deux chercheurs, Lem et Phil, ainsi qu'une « testeuse », Linda, qui ne lui est pas indifférente. Sa patronne est Veronica, une femme sans émotion et sans conscience avec laquelle Ted a eu une aventure. 
Le jour où la société cryogénise un des chercheurs, Ted commence à remettre en question les objectifs de l'entreprise...

## Distribution

### Acteurs principaux
- Jay Harrington (V. F. : Pierre Tessier) : Ted Crisp
- Portia de Rossi (V. F. : Charlotte Marin) : Veronica Palmer
- Andrea Anders (V. F. : Véronique Picciotto) : Linda Zwordling
- Malcolm Barrett (V. F. : Cédric Dumond) : Lem Hewitt
- Jonathan Slavin (en) (V. F. : Jérémy Prévost) : Phil Myman

### Acteurs récurrents
- Maz Jobrani (V. F. : Marc Perez) : Dr Bhamba
- Merrin Dungey (V. F. : Laura Zichy) : Sheila
- Patricia Belcher : Janet

## Épisodes

### Première saison (2009)
1. L'Homme de glace (Pilot)
2. Le Bœuf sans vache (Heroes)
3. Vie en rose (Through Rose Colored HAZMAT Suits)
4. Le Noir et le Blanc (Racial Sensitivity)
5. Le Patch énergisant (Win Some, Dose Some)
6. Big Brothers (Goodbye, Mr. Chips)
7. Être heureux (Get Happy)
8. Les Bouffons de la cour (You Are the Boss of Me)
9. Le Bio-Ordinateur (Bioshuffle)
10. La Confiance (Trust and Consequence)
11. La Formule capillaire (Father, Can You Hair Me?)
12. Le Projet Jabberwocky (Jabberwocky)
13. Secrets et Mensonges (Secrets and Lives)

### Deuxième saison (2009-2010)
1. Génétiquement compatible (Love Blurts)
2. La Taupe (The Lawyer, the Lemur and the Little Listener)
3. La Guerre des ampoules (Battle of the Bulbs)
4. C'est uniquement personnel (It's Nothing Business, It's Just Personal)
5. Le Nouveau Règlement (The Great Repression)
6. Vive Jenkins (Beating a Dead Workforce)
7. Changements impossibles (Change We Can't Believe In)
8. L'Art de la communication (The Impertence of Communicationizing)
9. La Voie de l'honnêteté (The Long and Winding High Road)
10. Le Traducteur universel (Lust in Translation)
11. Un Vendeur tordu (Mess of a Salesman)
12. Le Droit de mentir (It's My Party, and I'll Lie if I Want To)
13. Une forte motivation (Swag the dog)

## Commentaires
- La deuxième saison ayant commencé tard dès le 8 décembre 2009[1], elle a été programmée durant le temps des fêtes, incluant le jour de l'an, ce qui n'a pas aidé les audiences.
- Le 13 mai 2010, la chaîne a annulé la série[2] sans avoir diffusé les deux derniers épisodes de la deuxième saison (épisodes 2.12 et 2.13). Ces 2 épisodes étaient prévus pour être diffusés après la finale de la NBA en fin juin 2010 par cette même chaîne mais cela n'a pas été fait.